# Auditori de Galícia

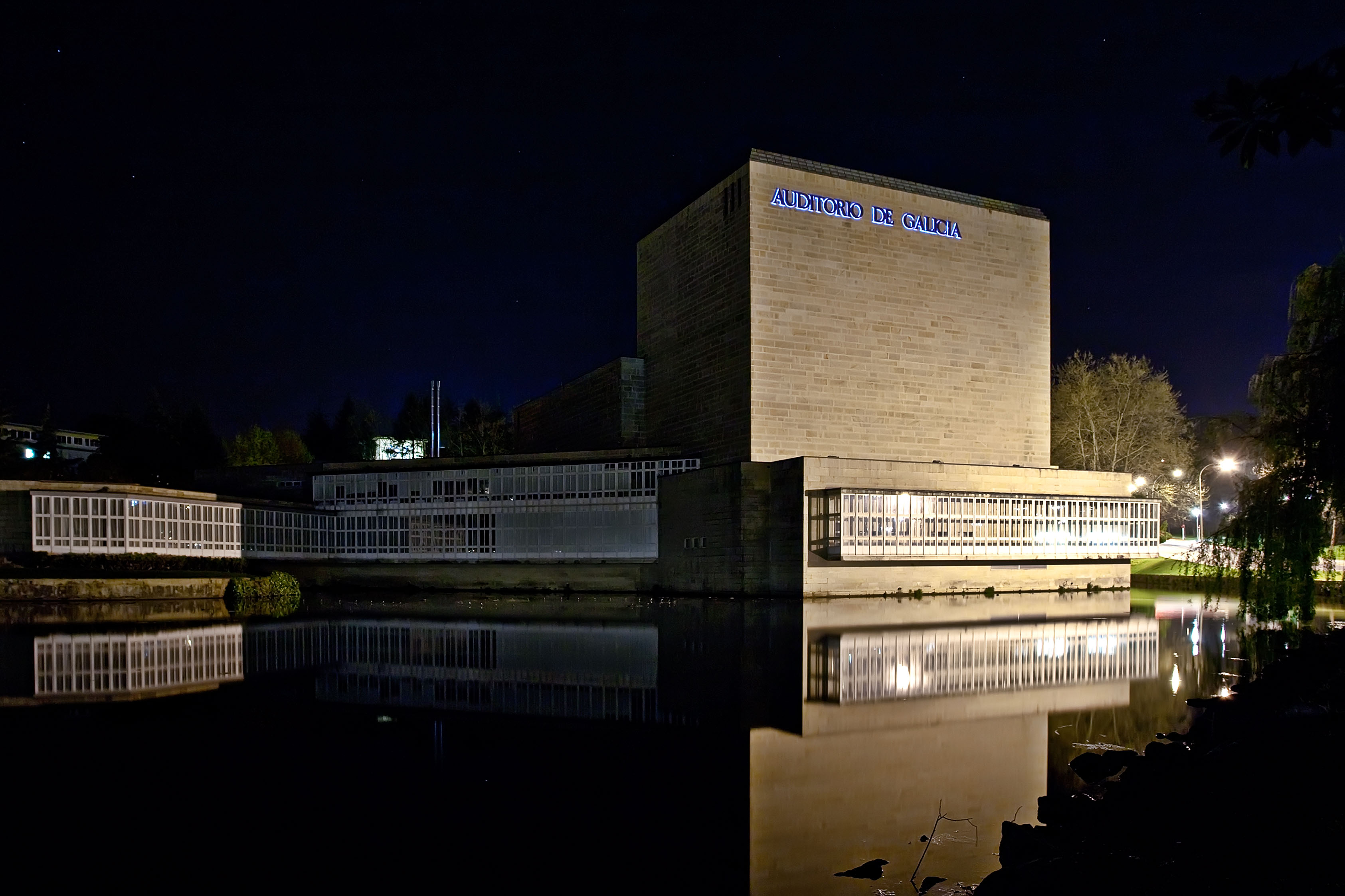
Auditori de Galícia de nit

L'Auditori de Galícia (en gallec: Auditorio de Galicia) és un edifici situat a Santiago de Compostel·la, dissenyat per Julio Cano Lasso i Diego Cano Pintos. Es va inaugurar el 20 d'octubre de 1989.
Enquadrat en el Programa nacional d'auditoris, l'obra va ser finançada pel Ministeri de Cultura, la Xunta de Galicia i l'ajuntament de Santiago de Compostel·la, amb la col·laboració d'entitats privades.
Des de 1996 és la seu permanent de la Real Filharmonía de Galicia.

## Sales
Té quatre sales:
- ; Sala Ángel Brage

És la sala principal de l'auditori. Es tracta d'un espai amb capacitat per a 1.002 espectadors acondicionat per acollir representacions teatrals, ballet i òpera, així com concerts de música simfònica i per a l'organització de congressos.
- ; Sala Mozart

És una petita sala amb capacitat per a 260 espectadors destinada entre altres activitats a concerts, conferències i assaigs teatrals. Com és una sala independent es pot utilitzar a la vegada juntament amb altres sales.
- ; Sala Isaac Díaz Pardo

És un espai de 1.000 m² de forma irregular destinat a les exposicions.
- ; Sala Circular

És la més petita de les sales. Té capacitat per a 50 persones i està destinada a la celebració de col·loquis, conferències de premsa o presentacions.